# Corydalis lathyrophylla
Corydalis lathyrophylla är en vallmoväxtart. Corydalis lathyrophylla ingår i släktet nunneörter, och familjen vallmoväxter.

## Underarter
Arten delas in i följande underarter:
- C. l. dawuensis
- C. l. lathyrophylla